# Jelena Rozga
Jelena Rozga, hrvaška pevka zabavne glasbe, * 23. avgust 1977, Split.

## Življenjepis
V otroštvu je plesala balet. Po končani osnovni šoli se je vpisala v sredjo baletno šolo in nato začela plesati v Hrvaškem narodem gledališču. 
Z glasbeno kariero je začela leta 1996, ko je na Dori, Hrvaškem izboru za evrovizijo, zasedla drugo mesto s skladbo »Aha«. Istega leta je postala članica glasbene skupine Magazin.
Leta 2006 je zapustila skupino, a je nadaljevala sodelovanje s Tončijem Huljičem, začetnikom skupine Magazin. Hitro je izdala samostojni album: Oprosti mala z uspešnicami, ko so »Gospe moja«, »Vršnjaci moji«, »Roba s greškom« in druge. Leta 2008 je prejela grand prix na Splitskem festivalu za pesem »Gospe moja«.
Leta 2009 je nastopila na Hrvaškem radijskem festivalu s pesmijo »Svega ima, al' bi još«. Istega leta se je udeležila Splitskega festivala s pesmijo »Gospe moja« in osvojila grand prix zanjo. Naslednje leto je ponovno osvojila grand prix za pesem »Daj šta daš«. S pesmijo »Rodit ću ti 'ćer i sina«, ki je bila proglašena za najbolj poslušano pesem Splitskega festivala leta 2010 je že tretjič zapored osvojila nagrado grand prix.
Pesem »Bižuterija« je postala velik hit, ne samo na Hrvaškem tudi v Sloveniji, po premieri na Festivalu zabavne glasbe Split leta 2010. Za tem je izdala še več singlov: »Karantena«, »Sad il' nikad«, »Grizem« ter duet z Željkom Samardžićem, »Ima nade«. Na podlagi njihovega uspeha je leta 2011 izdala svoj drugi samsotojni album, Bižuterija za katerega je Rozga osvojila zlato ploščo in je bila izdana v 15.000 izvodih. Leta 2011 je posnela uspešnico »Dalmatinka« z rapersko skupino Connect, katera je postala hit tudi v Sloveniji.
Leta 2011 je s pesmijo »Razmažena« osvojila naslednji Grand prix. Konec leta 2011 je izdala tretji album Best of. Na prvem CD-ju so skladbe iz samostojne kariere, na drugem pa pesmi, ki jih je pela s skupino Magazin.

## Albumi
- 2006 - Oprosti mala
- 2011 - Bižuterija
- 2012 - Best of
- 2016 - Moderna žena

## Vloge
- "Pod sretnom zvijezdom" kot Jelena Rozga (2011.)
- "Villa Maria" kot Mirna Polić